# Mihail Çakir
Mihail Çakir (rum. Mihail Ciachir, ros. Михаил Чакир; ur. 27 kwietnia 1861 w Ceadîr-Lunga, zm. 8 września 1938 w Kiszyniowie) – gagauski duchowny prawosławny, pionier badań nad historią i kulturą Gagauzów, autor słownika mołdawsko-rosyjskiego oraz gagausko-rumuńskiego, a także przekładów Ewangelii i prawosławnych tekstów liturgicznych na język gagauski.

## Życiorys
Pochodził z gagauskiego rodu, w którym przynajmniej 30 mężczyzn było prawosławnymi duchownymi. Jego ojciec służył jako cerkiewny psalmista. Miał młodszego brata Fiodora, który również został kapłanem.
Ukończył szkołę duchowną, a następnie seminarium duchowne w Kiszyniowie w 1881. W 1884 został wyświęcony na kapłana i skierowany do pracy w szkole duchownej, którą sam ukończył, w charakterze wykładowcy języków greckiego i rosyjskiego oraz religii. Służył w cerkwi szkolnej, a do 1919 także w cerkwi Narodzenia Matki Bożej w Kiszyniowie. W 1887 został przewodniczącym rady ds. szkół prowadzonych w guberni besarabskiej przez Ministerstwo Oświaty Ludowej. Angażował się w organizację szkół na terenach zamieszkanych przez Mołdawian i Gagauzów. W 1896 uzyskał w ministerstwie oświaty zgodę na drukowanie książek równolegle w językach mołdawskim (rumuńskim) i rosyjskim. W 1904 uzyskał zgodę arcybiskupa kiszyniowskiego Włodzimierza, a następnie Świętego Synodu na wydawanie literatury religijnej w języku gagauskim, a następnie na organizację nabożeństw w językach rumuńskim (mołdawskim) i gagauskim we wsiach zamieszkiwanych przez osoby tej narodowości. 
Od 1905 do 1908 był członkiem ziemstwa w guberni besarabskiej, zaś od 1904 publikował gazetę w języku gagauskim (nie zachował się żaden egzemplarz). W seminarium duchownym w Kiszyniowie był jednym z nauczycieli Alexeia Mateevicia, stając się dla późniejszego kapłana i poety wzorem do naśladowania.
W 1906 utworzył w Kiszyniowie komisję, której celem było uporządkowanie prawosławnej literatury religijnej, z której korzystali Gagauzi – nie posiadali oni własnego piśmiennictwa religijnego, lecz jedynie prace w języku tureckim zapisywane alfabetem greckim. 
Kontynuował służbę duszpasterską w Besarabii także po tym, gdy teren dawnej guberni besarabskiej przeszedł po I wojnie światowej pod panowanie rumuńskie. Przyczynił się do wprowadzenia alfabetu łacińskiego do zapisu języka gagauskiego, dotąd zapisywanego cyrylicą. W 1934 wydał Historię Gagauzów w Besarabii, efekt czterdziestoletnich badań nad dziejami swojego ludu.  
Zmarł w 1938 jako protojerej i został pochowany na kiszyniowskim cmentarzu centralnym.

## Dorobek

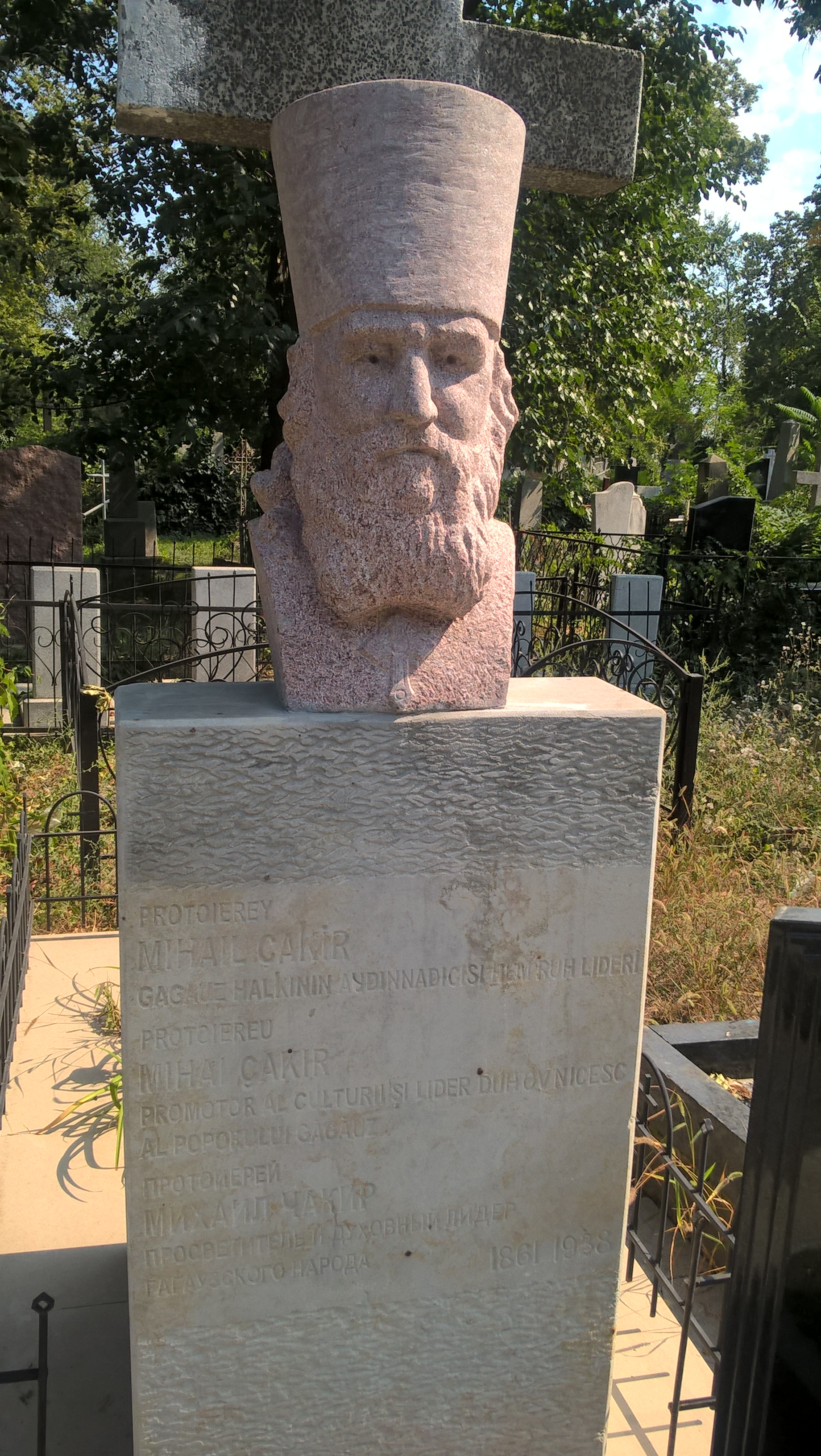
Nagrobek duchownego na Cmentarzu Centralnym w Kiszyniowie

Mihail Çakir jest autorem słownika rosyjsko-mołdawskiego (wydanego w 1907) oraz gagausko-rumuńskiego (1938). Wydał również gramatykę języka mołdawskiego i pierwszą w historii gramatykę gagauską.
Przez wiele lat pracował nad przekładem tekstów biblijnych i prawosławnych tekstów liturgicznych na język gagauski. W 1909 opublikował gagauzki przekład fragmentów Ewangelii czytanych w cerkwiach. Jest autorem gagauskich przekładów Starego i Nowego Testamentu. W latach 1911–1912 wydane drukiem zostały jego przekład Świętej Liturgii oraz horologionu i Akatystu do Matki Bożej. W 1936 opublikował zbiór psalmów w języku gagauskim. Jest ponadto autorem podręczników do języka rosyjskiego przeznaczonych dla osób mówiących po mołdawsku, dwóch katechizmów w języku rumuńskim (wydanych w 1912), modlitewników w językach cerkiewnosłowiańskim, rumuńskim i gagauskim (publikowanych w 1897 i 1935), żywotu Jana Nowego (1936) i dwóch żywotów Dymitra Nowego (1916 i 1936). 
Badał dzieje Gagauzów i ich kulturę ludową. Na łamach pisma „Viața Basarabiei” („Życie Besarabii”) w latach 1933–1935 publikował kolejne artykuły o pochodzeniu Gagauzów, ludowych obyczajów religijnych tej społeczności oraz panujących w niej zasad moralnym. Jego najważniejszym dziełem jest Historia Gagauzów w Besarabii wydana w 1934, napisana w języku gagauskim alfabetem łacińskim, publikacja o ogromnym znaczeniu dla tożsamości Gagauzów. Według Charlesa Kinga odrodzenie narodowe Gagauzów, jakie na ograniczoną skalę miało miejsce w Gagauzji w latach 20. i 30. XX wieku, było niemal całkowicie efektem działalności księdza Mihaila Çakira.

## Upamiętnienie
W Ceadîr-Lunga, gdzie urodził się duchowny, znajduje się jego pomnik i nazwany jego imieniem teatr wystawiający sztuki w języku gagauskim. Rok 2011 w autonomicznej Gagauzji ogłoszono rokiem Mihaila Çakira.